# Anno 2205
Anno 2205 е икономическата компютърна игра в изграждането на града с елементи на реалновремева стратегия, разработена от Ubisoft Blue Byte Mainz, която е шестата част от поредицата Anno. Издадена е на 3 ноември 2015 г.